# Celtomania
La celtomania era una moda letteraria, una corrente di ricerca, a volte un'ideologia, che si sviluppò alla fine del Settecento e per tutto l'Ottocento in certi circoli intellettuali, logicamente in nazioni a viva lingua celtica, ma anche, con inflessioni diverse, in certe regioni dell'Europa occidentale che ebbero conosciuto o rivendicato un insediamento celtico nell'antichità. Fu un passaggio obbligato nella riscoperta degli antichi Celti e del loro ruolo nella genesi delle culture locali e più in generale della cultura europea. Divenne in diverse correnti, alcune archeologiche, altre letterarie. Con il progredire degli studi, il termine è diventato peggiorativo. Si dice che i Celti dell'antichità ne avessero tutte le virtù, affermando addirittura di farne la culla dell'umanità e del linguaggio,. Può quindi essere concepita inizialmente da un lato come una ricerca di identità nel contesto generale del nazionalismo europeo e dall'altro come reazione dei popoli di lingua celtica, di fronte al declino delle lingue celtiche e dei modi tradizionali di vita di fronte alla rivoluzione industriale e all'ascesa di grandi stati nazionali.

## Moda celtica

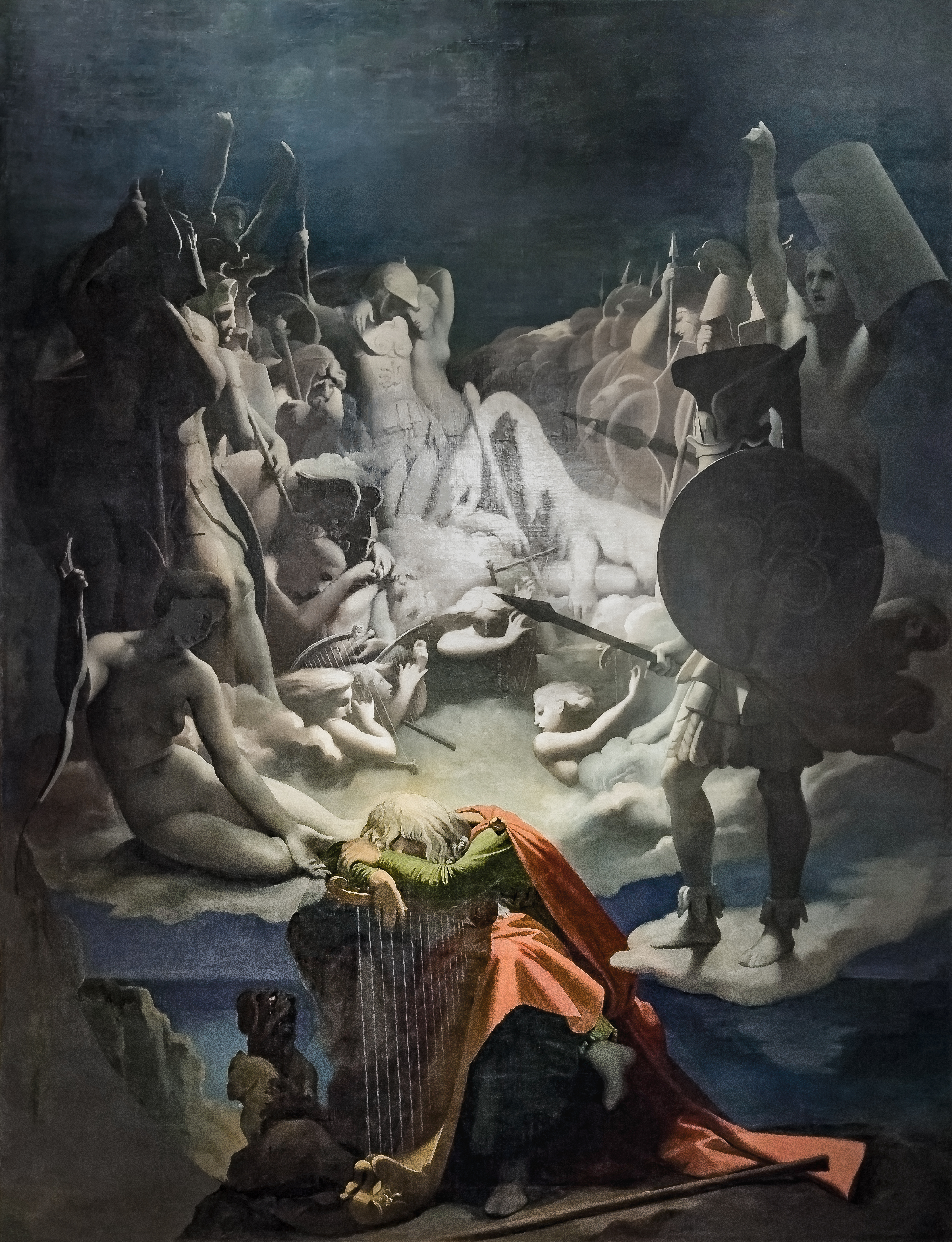
Il sogno di Ossian, da Jean Auguste Dominique Ingres,1813 (Joconde06070001439)

La corrente celtomane apparve in Francia a partire dal Cinquecento e soprattutto alla fine del Settecento. Il successo delle opere dello scozzese James Macpherson che pubblicò nel 1773 l'edizione definitiva delle Opere di Ossian, eroe irlandese del III° secolo, a cui ha attribuito testi cosiddetti raccolti da antichi grimori medievali, amplia il genere. James Macpherson riscrisse e legò insieme frammenti di racconti ed epopee gaelici tradizionali; la riscrittura letteraria da frammenti non era cosa insolita ai suoi tempi. I suoi scritti conquistarono l'Europa, furono tradotti in molte lingue e provocarono la nascita di una moda celtica favorita dal nascente romanticismo dell'epoca e di cui l'ossianesimo fu la prima manifestazione in poesia. In compenso, questa moda provocò una serie di seri studi che trassero dall'oblio documenti fino ad allora negletti, nonché pregevoli composizioni artistiche (come in musica La grotta di Fingal (Die Fingalshöhle) di Mendelssohn o Norma di Vincenzo Bellini).

## Postulati celtomani

### Il bretone, lingua primordiale
Secondo alcuni celtomani come Jacques Le Brigant (1720 - 1804) o Jean-François Le Gonidec (1775 - 1838), il bretone sarebbe stato la lingua primitiva dell'umanità. Sarebbe stata l'erede di una lingua celto-scita all'origine di tutte le altre lingue. Oppure un discendente del fenicio o dell'ebraico (la credenza in una lingua primitiva dell'umanità era dovuta al modello genealogico della Bibbia, che induceva un nostratico). La creazione dell'Accademia Celtica il 30 marzo 1804, fondata sotto il patrocinio dello stesso imperatore Napoleone I, diede origine ai primi seri lavori sulle tradizioni popolari. Se, per alcuni studiosi, lo scopo era solo quello di evidenziare il passato celtico comune a buona parte dell'Europa, e in particolare a Gran Bretagna e Bretagna, o, per altri, a salvaguardare il particolarismo bretone, le approssimazioni della celtomania contribuirono a squalificare scientificamente alcuni dei celtomani. Dato lo stato della scienza in quel momento, era poco evitabile.

### La Gallilea e Gesù celtici
Per alcuni celtomani dell'Ottocento come Christoll Terrien, la Galilea deve il suo nome ai Galli che si stabilirono in Oriente durante la grande spedizione, e Gesù era un Celta. Secondo il saggista italiano Felice Vinci, "non sembra irragionevole supporre che i Galli, al termine della loro avanzata verso il sud-est del Mediterraneo, avessero stabilito un avamposto in Galilea, cioè terra dei Galli".
Nel primo capitolo della sua opera fondamentale The Druids (1927, regolarmente ristampata), l'archeologo e storico T.D. Kendrick ha fatto la storia della celtomania del XV secolo. XVIII secolo, dove si mescolano temi e concezioni eterogenee. Ha ricordato come i secoli successivi abbiano collocato i materiali di studio (autori classici, monumenti - compresi i megaliti allora non databili) al loro giusto posto, separandoli dalle fantasie romantiche. Ben consapevole del contesto, lo storico GG Toudouze commenta il percorso intrapreso: «il progresso e la cancellazione della celtomania furono il prezzo da pagare per uscire dal solco il ricco patrimonio dei popoli celtici, combattuto dalla politica anglosassone e, soprattutto, dal razionalismo di Stato francese (tranne quando si trattava di promuovere i «Galli").

## Una mania di lunga data
Dal Rinascimento, alcuni tedeschi iniziarono a rivendicare l'ascendenza celtica. Dal Seicento, i popoli dell'Europa occidentale alla ricerca della loro origine e in reazione ai riferimenti tradizionali, sia religiosi che classici, vale a dire la Bibbia o la cultura greco-romana, scoprirono un passato celtico. I Celti iniziano ad essere riabilitati e utilizzati anche per rivendicare un'identità da un senso molto reale di oppressione socio-politica in Irlanda, e da un'effettiva perdita linguistica in Bretagna.
Il caso della Francia sembra assai paradossale, poiché la Rivoluzione francese rivendicava un'identità gallica contrapposta alla presunta origine franca della nobiltà; litigano Mably e Boulainvillers e altri, cercando di scongiurare l'eterogeneità delle popolazioni. Eppure, anche se il gallico diventò l'antenato dei francesi, raramente venne identificato come anch'esso un Celta  Sarebbe stato contrario all'idea astratta e provvidenziale della Francia. I pregiudizi dei classici restano comunque la regola: il gallico è dotato ma rimane un barbaro avendo saputo adattarsi e sfruttare la civiltà romana. Fu anche in questo momento sviluppato il concetto gallo-romano. In questo contesto, i bretoni che parlavano la lingua brittonica erano percepiti come gli ultimi portatori della lingua e della civiltà gallica, ma anche come un corpo estraneo da assimilare, essendo i Celti romanizzati buoni studiosi di Roma. "C'era una specie di schizofrenia lì, oltre a una negazione della storia bretone, poiché il bretone è una lingua celtica insulare".

## Celtomania sotto Napoleone III di Francia
Cominciò a declinare la corrente celtomane sotto il Secondo Impero francese, quando Napoleone III decise di fare lo storiografo dell'assedio di Alesia; preoccupazione politica ma interesse genuino che ha favorito l'archeologia.
Questa messa in luce del passato celtico contribuì alla nascita delle scienze archeologiche, filologiche ed etnografiche, che acquistarono poi il loro pieno statuto scientifico. I Celti apparvero come un ramo del popolo indoeuropeo originario. Questa ipotesi essendo oggi accettata e rivelandosi fruttuosa in numerose discipline, la ragione degli attacchi di Demoule, molto criticati, sembra esterna all'archeologia.
Dobbiamo considerare la celtomania come un balbettio in una ricerca storica innovativa.
La mania iniziale scomparì a metà del Novecento, durante gli ultimi fuochi del romanticismo, quando i primi archeologi misero in discussione alcuni discorsi celtomani. I fautori di questa corrente riescono a farla sopravvivere attraverso vari gruppi para-religiosi o pseudoscientifici. Secondo Bothorel,  "il pregiudizio anticeltico e il rifiuto del lungo termine nell'elaborazione di una riflessione scientifica condannavano i dilettanti e i curiosi ad accontentarsi di un'informazione ineguale, a meno che non venissero gettati divieti su interi settori del sapere spieghino la persistenza di questa "nutrita ignoranza"."
I dibattiti sui Celti aiutarono a far luce sulle origini dei popoli europei (oggetto di studio per alcuni impensabile e di per sé condannabile). La frenologia è stata citata da alcuni ricercatori (Paul Broca è stato uno dei critici a priori dell'uso di questo metodo). Poi, man mano che i metodi si affinarono, fu possibile trarre alcune conclusioni, in particolare quelle che collocavano i Celti nella famiglia indoeuropea e trovavano la loro origine nei movimenti protostorici dell'età dei metalli.

## 1870–1930: sciovinismo e statalismo
Nel contesto degli anni Settanta dell'Ottocento, la celtomania degli anni Cinquanta dell'Ottocento si trasformò in un'esaltazione delle origini della Francia, "i Germani avendo avuto la meglio sui Celti”, mentre altri, in particolare Franz Pruner-Bey, avanzavano la parentela con i tedeschi. In questo contesto, Claude Rocher, membro della Società Antropologica Francese, prese posizione contro questa esaltazione di un mito delle origini, che lui considerava tanto errata quanto mortale. Contraddizione: a molti popoli sotto l'amministrazione francese veniva insegnato che i loro antenati erano Galli, nos ancêtres les Gaulois; una fabbrica nazionale in cui la romantica celtomania non aveva più alcuna parte. Questa confusione danneggiò la descrizione obiettiva delle popolazioni, che avessero o meno subito un'influenza celtica (la propagazione del tema "gallico" contribuì così a sopprimere il carattere germanico delle altre parti francesi come in Alsazia, Mosella, Fiandre; o a cancellare la fondazione aquitania per i baschi e guasconi, ecc.).
Con le popolazioni celtiche che occupavano un terzo dell'Europa, dando il nome a molte regioni e città europee, le questioni relative all'influenza celtica non potevano essere risolte dalla celtomania così come si era stata sviluppata nel Settecento. A poco a poco si arrivò a concepire senza eccessi il ruolo formativo dei Celti nella prima Europa.
Nel Secondo Reich tedesco, anche il dibattito sui Celti fu oggetto di discussione a partire dagli anni Novanta dell'Ottocento. Prima della prima guerra mondiale, gli archeologi tedeschi, influenzati da Gustaf Kossinna, cercarono di circoscrivere il patrimonio materiale antico celtico che nuovi metodi di scavo consentirono di comprendere meglio in Austria, Baviera e Renania. Secondo alcuni intellettuali, i Celti sarebbero discendenti degli Ariani. Ma Karl Georg Zschaetzsch, stabilendo legami di parentela tra la tribù celtica degli Eburoni e la città di Hebron per la loro vicinanza fonetica, in questo caso estranea al germanesimo, rimase fedele ad una vecchia teoria "biblica" favorevole in ambienti protestanti, diffusa soprattutto in Inghilterra.
Alcuni archeologi tedeschi degli anni '20 difesero la tesi di un'origine germanica delle popolazioni celtiche, la delimitazione archeologica non essendo ancora assicurata ovunque.

Dalle carceri fasciste, nei suoi quaderni (iniziati l'8 febbraio 1929, definitivamente interrotti nell'agosto 1935), scrisse Antonio Gramsci:
«Nel tempo più recente è da vedere l'Hìstoire de la Gaule di Camille Jullian, dove (nell'VIII vol., p. 311) si può leggere che è tempo di farla finita colla «ossessione della storia imperiale» e che «è necessario che noi sappiamo sbarazzarci dei modi di sentire e di ragionare che sono l’eredità dell’impero romano. I pregiudizi quasi invincibili coi quali noi siamo usciti dall’educazione classica, lo storico deve saperli vincere». Dall’articolo la figura di Roma in uno storico celtista di Piero Baroncelli nella «Nuova Antologia» del 16 marzo 1929 pare che il Jullian a questi pregiudizi ne abbia sostituito degli altri (la celtomania)...» -- Antonio Gramsci, Quaderno 5, p.574
Dopo la sconfitta francese nel 1940, i programmi di scavo condotti nel nord e nell'est della Francia furono interrotti a causa degli eventi... Durante gli anni '70, la figura del celta, come quella del germano, è stata talvolta utilizzata dalla Nuova Destra parigina per insistere sulla lunga durata dell'insediamento di popolazioni nelle nazioni europee occidentali. Ebbe successo anche nei fumetti e diede vita a creazioni grafiche significative.

## Neodruidismo e neoceltismo
Nell'Ottocento, dapprima sotto il manto del neo-druidismo, inventato in Galles, e inconsapevolmente favorito da François-René de Chateaubriand diede il via in Francia, poi sviluppato sotto aspetti più politici, ciò che si apprende dagli antichi Celti diventò un movimento politico-culturale chiamato "celticismo" o, all'inizio del Novecento "panceltismo". È notevole che il rinnovato bardismo del Galles (fondazione del Gorsedd) si separò fin dall'inizio dal druidismo inglese, i cui fini erano piuttosto diversi.

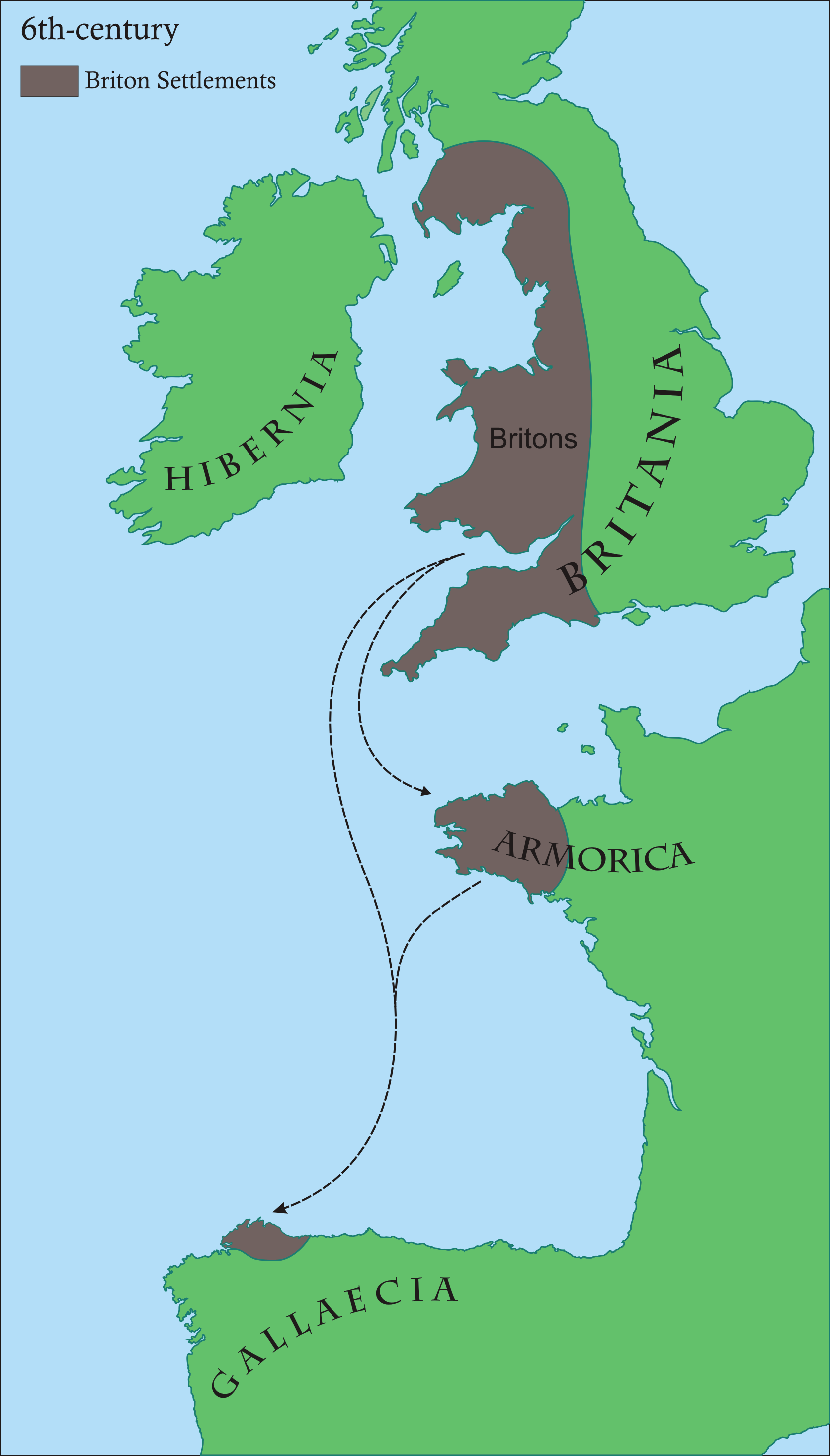
La comunità di lingua bretone nel VI secolo.

Organizzazioni culturali e/o politiche organizzano fino ad oggi scambi privilegiati tra i sei paesi dove le lingue celtiche non solo sono attestate fin dal medioevo, ma ancora talvolta praticate: Irlanda, Scozia, Manchester, Galles, Cornovaglia e Bretagna. In Bretagna, l'impatto di questa impresa può ancora essere misurato dall'elevato numero di città gemellate con enti pubblici in questi paesi.
Un celtismo più generale coinvolge regioni dell'Europa dove si ritiene che i Celti possano aver avuto un ruolo storico e che è evidenziato soprattutto dalla toponomastica e talvolta da iscrizioni in lingua celtica. Paradossale, questo celtismo si esprime in certe regioni costiere o montuose dell'estremo nord della Spagna: Asturie, Cantabria e Galizia, mentre non vi si parlano lingue celtiche da 2000 anni, non ci sono state trovate scoperte archeologiche come iscrizioni in lingua celtica e mentre le lingue romanze locali non hanno più elementi celtici come il castigliano. Al contrario, le uniche iscrizioni in celtiberico, l'unica lingua celtica attestata in Spagna, sono state trovate negli altopiani di Castiglia e León e in Aragona, ambedue regioni che non rivendicano nessuna eredità celtica. Anche il Nord Italia risente dell'idea di un retaggio celtico, dovuto alla cultura di Golasecca e alla provata esistenza dei Galli Cisalpini in epoca antica, ma si esprime soprattutto in Valle d'Aosta e nella regione padana. La grande mostra di Venezia sui Celti, nel 1991, ha rivelato al grande pubblico il contributo celtico alla cultura romana.
Notiamo che credenze tratte dal background celtico, e spesso fraintese in un contesto New Age, si sviluppano (soprattutto in lingua americana) attorno alla tesi di una sapienza celtica da riscoprire, di cui i Druidi sarebbero stati i detentori,.

## Regionalismi
Essendo state ricacciate le popolazioni ai margini occidentali del continente europeo, la memoria dei Celti non è svanita tra i sostenitori delle identità regionali minacciate, nel Regno Unito o in Francia.
Durante la seconda guerra mondiale, i contatti tedeschi con i militanti della causa bretone ebbero scarso effetto perché, come altrove, i movimenti separatisti furono tenuti ai margini dalle autorità occupanti (attraverso uno stretto controllo dei movimenti dei loro principali leader), e dallo Stato francese. Il Congresso celtico, organo che univa la Bretagna ei paesi celtici di Francia e Gran Bretagna, rimase in disparte, così come il territorio britannico. Il dopoguerra non migliorò la situazione linguistica e sociale. La questione irlandese, persistente, è stata occasione di movimenti di solidarietà apolitica (creazione in Bretagna del Secours populaire interceltique). Ma la celtomania non c'entrò più.
Da più di 150 anni in Francia e nelle isole britanniche, circoli di studi celtici studiano la situazione culturale e sociale delle regioni celtiche, dove si sono sviluppati anche movimenti dediti all'emancipazione nazionale o regionale dalle nazioni francese e britannico. Questa resistenza contribuì all'indipendenza dell'Irlanda e quindi agli attuali statuti di autonomia di Scozia e Galles, nonché alle rettificate confini della Cornovaglia, ora riconosciuta come ducato; l'Isola di Man è un'entità statutaria separata. La politica dello Stato francese non consentiva tali progressi.
Divenute marginali a causa dello sviluppo delle lingue ufficiali, francese e inglese, le lingue celtiche sono state reintrodotte su base volontaria a partire dagli anni '70: le lingue cornica in Cornovaglia e manx sull'Isola di Man sono quindi parlate da una minoranza della popolazione nelle rispettive aree geografiche.
Si può anche parlare di un uso della celtomania rivolto contro l'idea stessa dell'esistenza di popoli celtici dotati di spessore storico e di qualsiasi pretesa istituzionale o linguistica. Gli aspetti antiquati della celtomania sono talvolta invocati per screditare la cultura celtica nel suo insieme, o addirittura l'oggetto di studio stesso. Questa tendenza, discreta ma ancora percepibile in Gran Bretagna, è molto spesso la regola in Francia, in ambito mediatico o universitario.